# Prix Grand Témoin
Le Prix Grand Témoin est un prix littéraire remis par La France Mutualiste depuis 2003.
Ce prix est attribué lors d'un concours littéraire qui récompense des auteurs contemporains dont les récents écrits relatent le parcours de témoins de conflits armés. Il est remis par un jury de personnalités littéraires, journalistiques et de mémoire, ainsi que par des lycéens.

## Le Prix Grand Témoin 2017
Les Prix de la France Mutualiste ont été décernés dans les Salons de l’hôtel de Lassay à l’Assemblée nationale.
- Prix du grand jury :Comment j'ai sauvé mes enfants de Nadia Remadna aux éditions Calmann-Lévy[1].
- Prix Spécial des Jurys: Toute fin est une histoire de Véronique Comolet, aux Éditions des Équateurs.
- Prix du Jury Junior: Plaidoyer pour la vie de Denis Mukwege, aux Éditions de l'Archipel.

## Mémoire et littérature
Le Concours littéraire de La France Mutualiste, Mutuelle d’Anciens Combattants et Victimes de Guerre, récompense chaque année depuis 2003 des auteurs contemporains dont les récents ouvrages relatent le parcours de témoins de conflits armés.

## Deux jurys, deux générations
Le Grand Jury est présidé par Gonzague Saint Bris (écrivain et historien) et constitué de
- Anne-Claire Coudray, grand reporter TF1
- Contrôleur général des armées Gérard Delbauffe, président du Souvenir français
- Irène Frain, écrivain
- Maurice Gambert, président de la Fédération nationale André-Maginot
- Général Jean-Louis Georgelin, Grand Chancelier de la Légion d’honneur
- Yvan Glasel, président de La France Mutualiste
- Général Claude Lepetit, président d’UNEO
- Jean-Claude Narcy, journaliste
- Gonzague Saint Bris (président du Jury), écrivain, historien
- Jean-Claude Seys, vice président et administrateur délégué de COVEA
- Général Thorette, président de l’association Terre Fraternité et membre du Conseil d’État
- Jean Tulard, historien, universitaire, membre de l’Institut
- Joseph Zimet, directeur adjoint de la Mémoire, des Archives et du Patrimoine (ministère de la Défense)

- Le « Jury Junior » est composé d’élèves de classe de seconde du lycée franco-allemand de Buc (Yvelines)[3].

## Prix précédents
- 2011
  - Prix du Grand jury 2011 : le sergent Christophe Tran Van Can, avec Nicolas Mingasson, pour Journal d’un soldat français en Afghanistan[4],[5].
  - Prix du Jury junior : le lieutenant Nicolas Barthe pour Engagé[6].
- 2010
  - Jean-Pierre Guéno, Jérôme Pecnard pour Paroles de l'ombre, Lettres et carnets des Français sous l'occupation, (1939-1945), aux éditions Les Arènes, Prix Grand Jury 2010
  - Patrick Collet, Itinéraire d'un Français libre, Jacques-Henri Schloessing, aux éditions L'esprit du Livre, Prix Grand Témoin 2010 du Jury Junior
- 2009
  - Frédérick Taylor pour Le Mur de Berlin 1961–1989 aux éditions J.-C. Lattes, Prix Grand Jury 2010
  - Jean-Marc Gonin et Olivier Guez pour La Chute du Mur, aux éditions Fayard, Prix Grand Témoin 2010 du Jury Junior
- 2008
  - Jean-Pascal Soudagne, préface de Max Gallo, postface de Patrick Buisson pour La Grande Guerre 1914-1918, Prix Grand Témoin 2008 du Grand Jury
  - Thierry Bourcy pour La cote 512, Prix Grand Témoin 2008 du Jury Junior
- 2007 :
  - Christine Spengler pour Une femme dans la guerre (1970-2005), éditions des Femmes, 2006, 241 p.
  - Roland de La Poype, lauréat du Prix spécial du jury pour L’Épopée du Normandie Niémen, en collaboration avec J.-C. Stasi, éditions Perrin, 2007, 237 p.
- 2006 (prix placé sous le signe des enfants dans la guerre) :
  - Méas Pech-Metral, prix du Grand Jury pour Cambodge je me souviens
  - Francine Christophe, prix du Jury Junior pour Une petite fille privilégiée
- 2005 (prix consacré aux femmes dans les conflits) :
  - Marie Chamming's, prix du Grand Jury pour J’ai choisi la tempête
  - Marthe Cohn, prix du Jury Junior pour Derrière les lignes ennemies
- 2004 (prix consacré aux femmes et aux hommes qui ont vécu la Libération de la France) :
  - Catégorie « album » : Guillaume Clavières, Marc Brincourt, Marie-Claude Charne-Tune[7].
  - Catégorie « Document » : Jacques Baumel pour La Liberté guidait nos pas
- 2003 (hommage aux reporters de guerre) :
  - Patrick Chauvel pour Rapporteur de guerre

## Autres sources
- Belga News, « Une journaliste belge primée en France pour son livre sur une combattante contre l'EI », sur rtbf.be, 25 novembre 2016 (consulté le 31 décembre 2023)
- « Assemblée nationale », sur Assemblée nationale (consulté le 31 décembre 2023)
- https://www.defense.gouv.fr/actualites/articles/9e-edition-du-prix-grand-temoin-remis-a-des-militaires
- « 403 Access Forbidden », sur editis.com via Wikiwix (consulté le 31 décembre 2023)
- http://adocom.fr/le-prix-grand-temoin-prix-litteraire-devoir-de-memoire-de-la-france-mutualiste/
- « Prix Grand Témoin 2013 : trois ouvrages distingués sur le thème de la Grande Guerre », sur Senioractu.com : le magazine des seniors (consulté le 31 décembre 2023)